# Giulio de Ruvo
Giulio de Ruvo (* im 17. Jahrhundert; † im 18. Jahrhundert) war ein italienischer Cellist und Komponist.

## Leben
Giulio de Ruvo stammte möglicherweise aus Apulien, darauf könnte sein Familienname deuten, Ruvo di Puglia ist der Name eines Ortes nahe Bari. Seine um 1700 entstandenen Werke für Violoncello gehören zur frühen Sololiteratur für das Instrument. Er war höchstwahrscheinlich in Neapel aktiv, da er mehrere seiner Kompositionen dem apulischen Adeligen, dem Herzog von Bovino widmete, der in Neapel residierte.
In seinen Sonaten für Solocello finden sich Spielanweisungen, wie piano oder amoroso. Die Handschriften seiner Werke befinden sich in der Sammlung Gustavo Adolfo Noseda, der Bibliothek des Konservatoriums „Giuseppe Verdi“ in Mailand.

## Werk
- 5 Sonate per Violoncello solo e B.c. op. 13 (1703)
- 2 Serenate a tre voci con violino, violetta (Cello) e basso (1707)
- 2 Kantaten: Se l’Armarti è Colpa und Tu dormi, o dio con violino e basso
- 6 Kantaten: per Contralto col basso
- Cantata: Prigioniero infelice, per Soprano e b.c

## Tondokumente
- Elinor Frey: La Voce Del Violoncello; Werke für Violoncello ohne Bass, Romanellas Nr. 1 & 2; Tarantellas Nr. 1 & 2 (Label: Passacaille, 2012)

## Editionen
- Five Sonatas for Violoncello and Basso continuo Edition Grancino